# Шах-Парон, Олимпиада Ивановна
Олимпиада Ивановна Шах-Парон (Олимпиада Нефёд) (1922 — 2009) — заслуженная артистка Белорусской ССР (1955).

## Биография
Родилась 5 августа 1922 года в деревне Щербачёвка (ныне Суджанский район, Курская область). В 1944 году окончила Московское городское театральное училище (курс В. В. Готовцева и заслуженной артистки СССР М. И. Богоявленской). С 1 августа 1947 года работала в Национальном академическом драматическом театре имени М. Горького.

## Роли в театре
- «За вторым фронтом» В. Н. Собко — Таня Егорова
- «Старые друзья» Л. А. Малюгина — Антонина Сергеевна Федотова
- «Бешеные деньги» А. Н. Островского — Лидия Юрьевна Чебоксарова
- «Двенадцатая ночь» Шекспира — Оливия
- «Отелло» Шекспира — Дездемона
- «Король Лир» Шекспира — Регана
- «Варвары» М. Горького — Лидия Павловна
- «Дети солнца» М. Горького — Елена Николаевна
- «Враги» М. Горького — Клеопатра Петровна
- «Егор Булычов и другие» М. Горького — Меланья
- «Хитроумная влюблённая» Лопе де Вега — Херарда
- «Маскарад» М. Ю. Лермонтова — баронесса Штраль
- «Любовь Яровая» К. А. Тренёва — Панова
- «Океан» А. П. Штейна — Маша
- «Годы странствий» А. Н. Арбузова — Ольга
- «Изгнание блудницы» И. П. Шамякина — Евгения
- «Фантазии Фарятьева» А. Н. Соколовой — Мать
- «Дом Бернарды Альбы» Г. Лорки — Понсия
- «Привидения» Г. Ибсена — фрау Алвинг
- «Сослуживцы» Э. А. Рязанова и Э. В. Брагинского —  Людмила Прокофьевна Калугина
- «Срочно требуется… самоубийца» Н. Р. Эрдмана — Старуха
- «Дядюшкин сон» Ф. М. Достоевского — Фелицата Михайловна
- «Земляничная поляна» И. Бергмана — Мать

## Призы и награды
- медаль «За оборону Москвы» (1944)
- Диплом первой степени на Республиканском фестивале творческой молодёжи (1952)
- орден «Знак Почёта» (1955)
- заслуженная артистка Белорусской ССР (1955)
- Почётные грамоты Верховного Совета БССР (1972, 1978, 1982)
- юбилейные медали